# Vysoká nad Labem
Vysoká nad Labem é uma comuna checa localizada na região de Hradec Králové, distrito de Hradec Králové‎.